# TV Klan
TV Klan o semplicemente Klani è un canale televisivo nazionale dell'Albania fondato nel 1997.
È la più grande televisione privata albanese. Dal 4 marzo 2012 TV Klan è stato il primo canale TV nazionale in Europa sud-orientale e in Albania che ha iniziato a trasmettere 24/24 in HD senza la riscossione di contributi aggiuntivi per i clienti. Inoltre è nota per essere la prima in Albania a possedere un Satellite News Gathering mobile Broadcasting Studio.
TV Klan fa parte di un gruppo comprendente i giornali Koha Jone, Eleganza Magazine, Radio Klan, canale televisivo ABC News (Albania) e Klan Kosova con sede in Kosovo. Il canale è disponibile in Europa attraverso Tring.

## Canali televisivi
| Nome           | HD | Digitale terrestre | Digitale satellitare | Streaming (Klani IM) | LCN DTT |
| -------------- | -- | ------------------ | -------------------- | -------------------- | ------- |
| TV Klan        | Si | Si                 | Si                   | Si                   | 4       |
| Klan +         | Si | Si                 | Si                   | Si                   | 6       |
| Klan News      | Si | Si                 | Si                   | Si                   | -       |
| Klan Music     | No | Si                 | Si                   | Si                   | -       |
| Klan Macedonia | No | Si                 | Si                   | Si                   | -       |

### Annotazioni
1. ↑  Canali disponibili nelle zone coperte dal nuovo segnale DVB-T2.
2. ↑  Canali disponibili in Europa, sul satellite, tramite le piattaforme pay tv "Digitalb" e "Tring".
3. ↑  Canali disponibili in chiaro in tutto il mondo tramite app ufficiale "Klani IM" disponibile per tutti i dispositivi mobili e smart tv con sistema Android e IOS.

## Programmi
| Titolo originale                       | Traduzione in Italiano                   | Format          | Conduttore        |
| -------------------------------------- | ---------------------------------------- | --------------- | ----------------- |
| Opinion                                | Opinione                                 | Talk show       | Blendi Fevziu     |
| Zonë e lire                            | Zona libera                              | Talk show       | Arian Çani        |
| Takimi i pasdites                      | Incontro pomeridiano                     | Talk show       | Rudina Magjistari |
| E Diela Shqiptare                      | Domenica Albanese                        | Show domenicale | Ardit Gjebrea     |
| Jo vetëm modë                          | Non solo moda                            | Intrattenimento |                   |
| Euroklan                               | EuroKlan                                 | Notiziario      |                   |
| Porta e fatit                          | Porta della fortuna                      | Show            |                   |
| Maratona e këngës popullore e qytetare | Maratona della canzone popolare e urbana | Musicale        |                   |
| Kutia e fundit                         | L'ultima scatola                         | Show            |                   |
| Taksi e rezervuar                      | Taxi riservato                           | Talk Show       |                   |
| 100 Këngët e Shekullit                 | Le 100 canzoni del secolo                | Musicale        |                   |
| Star Akademi                           | Accademia star                           | Talent Show     |                   |
| Aldo Morning Show                      | Il buon giorno di Aldo                   | Musicale        |                   |
| Gjeniu i Vogël                         | Piccoli geni                             | Talent Show     |                   |
| X Factor Albania                       | X Factor Albania                         | Talent Show     | Alketa Vejsiu     |
| Lider                                  | Capo                                     | Reality Show    |                   |
| Nacional Bingo                         | Bingo nazionale                          | Game Show       |                   |
| Dance With Me                          | Balla con me                             | Talent Show     | Alketa Vejsiu     |

## Programmi e serie internazionali trasmessi da TV Klan
| Titolo originale                  | Traduzione in Albanese   | Origine |
| --------------------------------- | ------------------------ | ------- |
| Heroes                            | Heronjte                 | America |
| House                             | Dr. House                | America |
| Grey's Anatomy                    | Anatomia e Grejit        | America |
| Lipstick Jungle                   | Lipstick Jungle          | America |
| CSI: NY                           | CSI:NY                   | America |
| According to Jim                  | Jeta sipas Xhimit        | America |
| Californication                   | Californication          | America |
| Beverly Hills 90210               | Beverly Hills, 90210     | America |
| The Good Wife                     | Gruaja e Mire            | America |
| Law & Order: Special Victims Unit | Ligj dhe Rregull: SVU    | America |
| Hannah Montana                    | Hannah Montana           | America |
| Gümüş                             | Gymysh                   | Turchia |
| Menekşe ile Halil                 | Menekshe dhe Halili      | Turchia |
| Ezel                              | Ezel                     | Turchia |
| Kuzey Güney                       | Kuzej dhe Gunej          | Turchia |
| Aşk-ı Memnu                       | Dashuri e Ndaluar        | Turchia |
| Son                               | Fundi                    | Turchia |
| Umutsuz Ev Kadınları              | Shtepiake te Deshperuara | Turchia |
| Kurt Seyit ve Şura                | Kurt Sejit dhe Shura     | Turchia |
| Sapna Babul Ka...Bidaai           | Bidaai                   | India   |

### Altri canali di TV Klan
- ABC News - Sito ufficiale, su abcnews.al.
- Klan Kosova - Sito ufficiale, su klankosova.tv.